# Раевский, Александр Андреевич
Александр Андреевич Раевский (12 (24) августа 1869, Павловск, Воронежская губерния — 1928) — юрист, коллежский советник (1900), и.д. экстраординарного профессора на кафедре полицейского права, относившейся к юридическому факультету Императорского Томского университета; преподаватель в Харьковском коммерческом институте (с 1917); профессор Таврического университета.

## Биография
Александр Раевский родился 12 (24) августа 1869 года в Павловске (Воронежская губерния) в семье священника; получил среднее образование в Воронежской классической мужской гимназии. В 1890 году он стал студентом юридического факультета Императорского Московского университета — завершил получение высшего образования, окончив его 29 мая 1892 года с дипломом первой степени.
16 июля 1893 года Раевский, по ходатайству попечителя Московского учебного округа, был оставлен на два года на кафедре государственного права Московского университета — для приготовления к получения профессорского звания. Через четыре года, 16 мая 1897, он стал приват-доцентом на кафедре полицейского права и в 1897/1898 учебном году он прочел студентам два специальных курса: «О законах о печати в России» и «Об акционерных компаниях». В период с 1898 по 1900 год находился в Европе, в научной командировке — собирал материала для своей будущей диссертации и изучал методы преподавания полицейского права в зарубежных университетах. В частности, он прослушал семестровые курсы в Германской империи и во Франции: в Берлинском и Парижском университетах. В Берлине от также принимал участие в семинарских занятиях по общественно-юридическим и статистическим наукам, которые вели профессор-экономист Густав фон Шмоллер и профессор-статистик Август Мейтцен; в Вене Раевский учился у Карла фон Инама-Штернега. Кроме того Раевский посетил университеты Тюбингена, Страсбурга, Дижона и Женевы.
После возвращения, с июля 1900 по август 1904 года, Александр Раевский являлся исправляющим должность (и.д.) экстраординарного профессора на кафедре полицейского права Императорского Томского университета. В данный период он читал томским студентам курс полицейского права: его общую и особенную части. В период с мая по сентябрь 1902 год он вновь был в научной командировке: работал в Парижской национальной библиотеке. 5 декабря следующего года защитил в Московском университете диссертацию на степень магистра полицейского права — на тему «Законы о печати Наполеона III».
В 1904 году Раевский стал исправляющим должность экстраординарного профессора Императорского Харьковского университета: здесь он вёл курс полицейского права, имевший уклон на новейшее для того времени направление — административное право. Одновременно являлся профессор недавно основанного Таврического университета (по совместительству). С 1917 года состоял преподавателем в Харьковском коммерческом институте; после окончания Гражданской войны стал профессором в Харьковском институте народного хозяйства, где читал курсы по административному и гражданскому праву.

## Работы
В своей диссертации Раевский, по мнению ТГУ, «проследил постепенный переход Наполеона III от административно-полицейской системы регламентации печати к более либеральному порядку: отказу от системы предварительных разрешений и административных предостережений, приостановок и запрещений газет и журналов». Раевский является автором ряда статей и брошюр:
- Законодательство Наполеона III о печати // Известия Томского университета. 1904. Кн. 23;
- Речь перед диспутом, произнесенная в публичном заседании Юридического Факультета Московского Университета 5 декабря 1903 года. Томск: Товарищество «Печатня С. П. Яковлева», 1903;
- Предмет и задачи науки полицейского права. Харьков, 1904.

## Награды
- Орден Святой Анны III степени (1907);
- Орден Святого Станислава II степени (1911);
- Орден Святой Анны II степени (1914);
- Орден Святого Владимира IV степени (1917);
- Медаль в память 300-летия царствования Дома Романовых.

## Архивные источники
- Государственный архив Томской области (ГАТО). Ф. 102. Оп. 9. Д. 476;
- Архив Российской академии наук (АРАН). Ф. 518. Оп. 3. Спр. 1421;